# Centaurea paniculata subsp. rothmalerana
Centaurea paniculata subsp. rothmalerana é uma subespécie de planta com flor pertencente à família Asteraceae. 
A autoridade científica da subespécie é Arènes, tendo sido publicada em Agron. Lusit. 11(1): 17. 1949.

## Portugal
Trata-se de uma subespécie presente no território português, nomeadamente em Portugal Continental.
Em termos de naturalidade é endémica da região atrás referida.

## Protecção
Encontra-se protegida por legislação portuguesa ou da Comunidade Europeia, nomeaddamente pelo Anexo II e IV da Directiva Habitats.